# Mile Svilar
Mile Svilar (Anversa, 27 agosto 1999) è un calciatore belga naturalizzato serbo, portiere della Roma.

## Biografia
Figlio dell'ex portiere Ratko Svilar, possiede il passaporto belga.

## Caratteristiche tecniche
Considerato fin da giovanissimo un portiere di talento e personalità, nonostante la statura di 189 centimetri, ha nell'agilità e nella reattività i suoi punti di forza.
Partecipa molto all’azione, giocando il pallone con i piedi.

## Carriera

### Club

#### Anderlecht e Benfica
Si forma nel settore giovanile dell'Anderlecht, senza però mai esordire in prima squadra.
Il 28 agosto 2017 viene ingaggiato dal Benfica, con cui sigla un accordo quinquennale. Esordisce tra i professionisti il 14 ottobre seguente, in occasione del successo di Taça de Portugal contro l'Olhanense (1-0). Quattro giorni più tardi disputa la sua prima gara di UEFA Champions League, contro il Manchester Utd (0-1): in tale circostanza diventa, a 18 anni e 52 giorni d'età, il portiere più giovane a esordire nella detta competizione, battendo il precedente primato di Iker Casillas (il record di Svilar verrà infranto due anni più tardi da Maarten Vandevoordt). Nel medesimo incontro è protagonista anche in negativo, in quanto, nel tentativo di bloccare un tiro avversario, trascina accidentalmente la palla con sé oltre la linea di porta, determinando la vittoria dei Red Devils. Il 31 ottobre successivo diventa invece il più giovane portiere di sempre a parare un calcio di rigore in Champions League, nuovamente in gara contro lo United (0-0).
Negli anni a Lisbona gioca prevalentemente con il Benfica B.

#### Roma
Scaduto il contratto con i lusitani, il 1º luglio 2022 si accasa alla Roma, firmando un contratto fino al 2027. In questa stagione ricopre il ruolo di secondo portiere dietro il titolare Rui Patrício. Debutta con i giallorossi l'8 settembre seguente nella sconfitta per 2-1 in UEFA Europa League contro il Ludogorec. Esordisce in campionato alla 35ª giornata di campionato nella gara esterna pareggiata 0-0 contro il Bologna.
Inizia la stagione 2023-2024 come titolare nelle coppe, con Rui Patrício schierato in campionato. Dopo aver giocato da titolare la partita persa 3-1 contro il Milan del 14 gennaio 2024, con l'arrivo di Daniele De Rossi sulla panchina dei capitolini (al posto dell'esonerato José Mourinho), dopo alcune partite, viene promosso come primo portiere anche in campionato. Il 22 febbraio 2024, in occasione dei playoff valevoli per gli ottavi di Europa League, contribuisce al passaggio del turno della Roma nella partita di ritorno allo Stadio Olimpico contro il Feyenoord, pareggiata 1-1, poi vinta 4-2 ai calci di rigore, in cui neutralizza due tiri dagli undici metri, rispettivamente ad Hancko e Jahanbakhsh.
Nella stagione successiva viene impiegato da subito come titolare della porta giallorossa, confermando le ottime prestazioni viste la stagione precedente (mantenendo la porta inviolata ben sedici volte), venendo anche eletto miglior portiere della Serie A 2024-2025. L'11 luglio 2025 ha prolungato il proprio contratto con la Roma fino al 2030.

### Nazionale
Ha militato in tutte le selezioni giovanili del Belgio (esclusa la formazione Under-20).
Il 20 agosto 2021 ha accettato la convocazione diramata dalla nazionale maggiore serba, con cui ha esordito il 1º settembre seguente, nella vittoriosa amichevole contro il Qatar (0-4).
Nel marzo 2024 ha rifiutato la convocazione da parte della Serbia per rappresentare il Belgio; tuttavia, pochi giorni dopo il suo rifiuto, l'allora ct dei belgi Domenico Tedesco comunica l'impossibilità di convocare Svilar. Pochi giorni dopo le dichiarazioni di Tedesco seguono quelle del ct dei serbi Dragan Stojković che ha dichiarato che non avrebbe più convocato Svilar, cosa che ha ribadito anche nel giugno 2025 nonostante le prestazioni positive di Svilar con la Roma.

## Statistiche

### Presenze e reti nei club
Statistiche aggiornate al 25 maggio 2025.
| Stagione         | Squadra          | Campionato       | Campionato | Campionato | Coppe nazionali | Coppe nazionali | Coppe nazionali | Coppe continentali | Coppe continentali | Coppe continentali | Altre coppe | Altre coppe | Altre coppe | Totale | Totale |
| Stagione         | Squadra          | Comp             | Pres       | Reti       | Comp            | Pres            | Reti            | Comp               | Pres               | Reti               | Comp        | Pres        | Reti        | Pres   | Reti   |
| ---------------- | ---------------- | ---------------- | ---------- | ---------- | --------------- | --------------- | --------------- | ------------------ | ------------------ | ------------------ | ----------- | ----------- | ----------- | ------ | ------ |
| 2017-2018        | Benfica B        | SL               | 0          | 0          | -               | -               | -               | -                  | -                  | -                  | -           | -           | -           | 0      | 0      |
| 2018-2019        | Benfica B        | SL               | 2          | -3         | -               | -               | -               | -                  | -                  | -                  | -           | -           | -           | 2      | -3     |
| 2019-2020        | Benfica B        | SL               | 20         | -28        | -               | -               | -               | -                  | -                  | -                  | -           | -           | -           | 20     | -28    |
| 2020-2021        | Benfica B        | SL               | 21         | -25        | -               | -               | -               | -                  | -                  | -                  | -           | -           | -           | 21     | -25    |
| 2021-2022        | Benfica B        | SL               | 13         | -17        | -               | -               | -               | -                  | -                  | -                  | -           | -           | -           | 13     | -17    |
| Totale Benfica B | Totale Benfica B | Totale Benfica B | 56         | -73        |                 | -               | -               |                    | -                  | -                  |             | -           | -           | 56     | -73    |
| 2017-2018        | Benfica          | PL               | 3          | -2         | CP+CdL          | 1+2             | 0 + -3          | UCL                | 3                  | -5                 | SP          | -           | -           | 9      | -10    |
| 2018-2019        | Benfica          | PL               | 1          | -1         | CP+CdL          | 6+4             | -3 + -5         | UCL+UEL            | 0                  | 0                  | -           | -           | -           | 11     | -9     |
| 2019-2020        | Benfica          | PL               | 1          | 0          | CP+CdL          | 0               | 0               | UCL                | 0                  | 0                  | SP          | 0           | 0           | 1      | 0      |
| 2020-2021        | Benfica          | PL               | 1          | -1         | CP+CdL          | 1+0             | 0               | UCL+UEL            | 0                  | 0                  | SP          | 0           | 0           | 2      | -1     |
| 2021-2022        | Benfica          | PL               | 0          | 0          | CP+CdL          | 0               | 0               | UCL                | 0                  | 0                  | -           | -           | -           | 0      | 0      |
| Totale Benfica   | Totale Benfica   | Totale Benfica   | 6          | -4         |                 | 14              | -11             |                    | 3                  | -5                 |             | 0           | 0           | 23     | -20    |
| 2022-2023        | Roma             | A                | 3          | -3         | CI              | 0               | 0               | UEL                | 1                  | -2                 | -           | -           | -           | 4      | -5     |
| 2023-2024        | Roma             | A                | 15         | -19        | CI              | 1               | -1              | UEL                | 14                 | -12                | -           | -           | -           | 30     | -32    |
| 2024-2025        | Roma             | A                | 38         | -35        | CI              | 1               | -3              | UEL                | 12                 | -13                | -           | -           | -           | 51     | -51    |
| 2025-2026        | Roma             | A                | -          | -          | CI              | -               | -               | UEL                | -                  | -                  | -           | -           | -           | -      | -      |
| Totale Roma      | Totale Roma      | Totale Roma      | 56         | -57        |                 | 2               | -4              |                    | 27                 | -27                |             | -           | -           | 85     | -88    |
| Totale carriera  | Totale carriera  | Totale carriera  | 118        | -134       |                 | 16              | -15             |                    | 30                 | -32                |             | 0           | 0           | 164    | -181   |

### Cronologia presenze e reti in nazionale
| Cronologia completa delle presenze e delle reti in nazionale ― Serbia | Cronologia completa delle presenze e delle reti in nazionale ― Serbia | Cronologia completa delle presenze e delle reti in nazionale ― Serbia | Cronologia completa delle presenze e delle reti in nazionale ― Serbia | Cronologia completa delle presenze e delle reti in nazionale ― Serbia | Cronologia completa delle presenze e delle reti in nazionale ― Serbia | Cronologia completa delle presenze e delle reti in nazionale ― Serbia | Cronologia completa delle presenze e delle reti in nazionale ― Serbia |
| Data                                                                  | Città                                                                 | In casa                                                               | Risultato                                                             | Ospiti                                                                | Competizione                                                          | Reti                                                                  | Note                                                                  |
| --------------------------------------------------------------------- | --------------------------------------------------------------------- | --------------------------------------------------------------------- | --------------------------------------------------------------------- | --------------------------------------------------------------------- | --------------------------------------------------------------------- | --------------------------------------------------------------------- | --------------------------------------------------------------------- |
| 1-9-2021                                                              | Debrecen                                                              | Qatar                                                                 | 0 – 4                                                                 | Serbia                                                                | Amichevole                                                            | -                                                                     | 46’                                                                   |
| Totale                                                                |                                                                       | Presenze                                                              | 1                                                                     |                                                                       | Reti                                                                  | 0                                                                     |                                                                       |

| Cronologia completa delle presenze e delle reti in nazionale ― Belgio under 21 | Cronologia completa delle presenze e delle reti in nazionale ― Belgio under 21 | Cronologia completa delle presenze e delle reti in nazionale ― Belgio under 21 | Cronologia completa delle presenze e delle reti in nazionale ― Belgio under 21 | Cronologia completa delle presenze e delle reti in nazionale ― Belgio under 21 | Cronologia completa delle presenze e delle reti in nazionale ― Belgio under 21 | Cronologia completa delle presenze e delle reti in nazionale ― Belgio under 21 | Cronologia completa delle presenze e delle reti in nazionale ― Belgio under 21 |
| Data                                                                           | Città                                                                          | In casa                                                                        | Risultato                                                                      | Ospiti                                                                         | Competizione                                                                   | Reti                                                                           | Note                                                                           |
| ------------------------------------------------------------------------------ | ------------------------------------------------------------------------------ | ------------------------------------------------------------------------------ | ------------------------------------------------------------------------------ | ------------------------------------------------------------------------------ | ------------------------------------------------------------------------------ | ------------------------------------------------------------------------------ | ------------------------------------------------------------------------------ |
| 6-9-2019                                                                       | Wrexham                                                                        | Galles under 21                                                                | 1 – 0                                                                          | Belgio under 21                                                                | Qual. Europeo Under-21 2021                                                    | -1                                                                             |                                                                                |
| 10-9-2019                                                                      | Lovanio                                                                        | Belgio under 21                                                                | 0 – 0                                                                          | Bosnia ed Erzegovina under 21                                                  | Qual. Europeo Under-21 2021                                                    | -                                                                              |                                                                                |
| 15-10-2019                                                                     | Lovanio                                                                        | Belgio under 21                                                                | 4 – 1                                                                          | Moldavia under 21                                                              | Qual. Europeo Under-21 2021                                                    | -1                                                                             |                                                                                |
| 17-11-2019                                                                     | Friburgo in Brisgovia                                                          | Germania under 21                                                              | 2 – 3                                                                          | Belgio under 21                                                                | Qual. Europeo Under-21 2021                                                    | -2                                                                             |                                                                                |
| 8-9-2020                                                                       | Lovanio                                                                        | Belgio under 21                                                                | 4 – 1                                                                          | Germania under 21                                                              | Qual. Europeo Under-21 2021                                                    | -1                                                                             |                                                                                |
| Totale                                                                         |                                                                                | Presenze                                                                       | 5                                                                              |                                                                                | Reti                                                                           | -5                                                                             |                                                                                |

| Cronologia completa delle presenze e delle reti in nazionale ― Belgio under 19 | Cronologia completa delle presenze e delle reti in nazionale ― Belgio under 19 | Cronologia completa delle presenze e delle reti in nazionale ― Belgio under 19 | Cronologia completa delle presenze e delle reti in nazionale ― Belgio under 19 | Cronologia completa delle presenze e delle reti in nazionale ― Belgio under 19 | Cronologia completa delle presenze e delle reti in nazionale ― Belgio under 19 | Cronologia completa delle presenze e delle reti in nazionale ― Belgio under 19 | Cronologia completa delle presenze e delle reti in nazionale ― Belgio under 19 |
| Data                                                                           | Città                                                                          | In casa                                                                        | Risultato                                                                      | Ospiti                                                                         | Competizione                                                                   | Reti                                                                           | Note                                                                           |
| ------------------------------------------------------------------------------ | ------------------------------------------------------------------------------ | ------------------------------------------------------------------------------ | ------------------------------------------------------------------------------ | ------------------------------------------------------------------------------ | ------------------------------------------------------------------------------ | ------------------------------------------------------------------------------ | ------------------------------------------------------------------------------ |
| 6-9-2016                                                                       | Tubize                                                                         | Belgio under 19                                                                | 4 – 1                                                                          | Rep. Ceca under 19                                                             | Amichevole                                                                     | -1                                                                             |                                                                                |
| 6-10-2016                                                                      | Maasmechelen                                                                   | Kazakistan under 19                                                            | 0 – 5                                                                          | Belgio under 19                                                                | Qual. Europeo Under-19 2017                                                    | -                                                                              |                                                                                |
| 8-10-2016                                                                      | Tessenderlo                                                                    | Belgio under 19                                                                | 2 – 2                                                                          | Finlandia under 19                                                             | Qual. Europeo Under-19 2017                                                    | -2                                                                             |                                                                                |
| 11-10-2016                                                                     | Beringen                                                                       | Belgio under 19                                                                | 2 – 2                                                                          | Russia under 19                                                                | Qual. Europeo Under-19 2017                                                    | -2                                                                             |                                                                                |
| 23-3-2017                                                                      | Beveren                                                                        | Svezia under 19                                                                | 1 – 2                                                                          | Belgio under 19                                                                | Qual. Europeo Under-19 2017                                                    | -1                                                                             |                                                                                |
| Totale                                                                         |                                                                                | Presenze                                                                       | 5                                                                              |                                                                                | Reti                                                                           | -6                                                                             |                                                                                |

| Cronologia completa delle presenze e delle reti in nazionale ― Belgio under 18 | Cronologia completa delle presenze e delle reti in nazionale ― Belgio under 18 | Cronologia completa delle presenze e delle reti in nazionale ― Belgio under 18 | Cronologia completa delle presenze e delle reti in nazionale ― Belgio under 18 | Cronologia completa delle presenze e delle reti in nazionale ― Belgio under 18 | Cronologia completa delle presenze e delle reti in nazionale ― Belgio under 18 | Cronologia completa delle presenze e delle reti in nazionale ― Belgio under 18 | Cronologia completa delle presenze e delle reti in nazionale ― Belgio under 18 |
| Data                                                                           | Città                                                                          | In casa                                                                        | Risultato                                                                      | Ospiti                                                                         | Competizione                                                                   | Reti                                                                           | Note                                                                           |
| ------------------------------------------------------------------------------ | ------------------------------------------------------------------------------ | ------------------------------------------------------------------------------ | ------------------------------------------------------------------------------ | ------------------------------------------------------------------------------ | ------------------------------------------------------------------------------ | ------------------------------------------------------------------------------ | ------------------------------------------------------------------------------ |
| 14-9-2016                                                                      | Mondsee                                                                        | Austria under 19                                                               | 0 – 0                                                                          | Belgio under 19                                                                | Amichevole                                                                     | -                                                                              |                                                                                |
| Totale                                                                         |                                                                                | Presenze                                                                       | 1                                                                              |                                                                                | Reti                                                                           | 0                                                                              |                                                                                |

| Cronologia completa delle presenze e delle reti in nazionale ― Belgio under 17 | Cronologia completa delle presenze e delle reti in nazionale ― Belgio under 17 | Cronologia completa delle presenze e delle reti in nazionale ― Belgio under 17 | Cronologia completa delle presenze e delle reti in nazionale ― Belgio under 17 | Cronologia completa delle presenze e delle reti in nazionale ― Belgio under 17 | Cronologia completa delle presenze e delle reti in nazionale ― Belgio under 17 | Cronologia completa delle presenze e delle reti in nazionale ― Belgio under 17 | Cronologia completa delle presenze e delle reti in nazionale ― Belgio under 17 |
| Data                                                                           | Città                                                                          | In casa                                                                        | Risultato                                                                      | Ospiti                                                                         | Competizione                                                                   | Reti                                                                           | Note                                                                           |
| ------------------------------------------------------------------------------ | ------------------------------------------------------------------------------ | ------------------------------------------------------------------------------ | ------------------------------------------------------------------------------ | ------------------------------------------------------------------------------ | ------------------------------------------------------------------------------ | ------------------------------------------------------------------------------ | ------------------------------------------------------------------------------ |
| 11-3-2016                                                                      | Overijse                                                                       | Belgio under 17                                                                | 0 – 0                                                                          | Slovenia under 17                                                              | Qual. Europeo Under-17 2016                                                    | -                                                                              |                                                                                |
| 13-3-2016                                                                      | Overijse                                                                       | Israele under 17                                                               | 0 – 1                                                                          | Belgio under 17                                                                | Qual. Europeo Under-17 2016                                                    | -                                                                              |                                                                                |
| 16-3-2016                                                                      | Merchtem                                                                       | Belgio under 17                                                                | 0 – 0                                                                          | Spagna under 17                                                                | Qual. Europeo Under-17 2016                                                    | -                                                                              |                                                                                |
| 5-5-2016                                                                       | Baku                                                                           | Belgio under 17                                                                | 2 – 0                                                                          | Scozia under 17                                                                | Europeo Under-17 2016 - 1º turno                                               | -                                                                              |                                                                                |
| 8-5-2016                                                                       | Baku                                                                           | Azerbaigian under 17                                                           | 1 – 1                                                                          | Belgio under 17                                                                | Europeo Under-17 2016 - 1º turno                                               | -1                                                                             |                                                                                |
| 11-5-2016                                                                      | Baku                                                                           | Portogallo under 17                                                            | 0 – 0                                                                          | Belgio under 17                                                                | Europeo Under-17 2016 - 1º turno                                               | -                                                                              |                                                                                |
| 14-5-2016                                                                      | Baku                                                                           | Germania under 17                                                              | 1 – 0                                                                          | Belgio under 17                                                                | Europeo Under-17 2016 - Quarti di finale                                       | -1                                                                             |                                                                                |
| Totale                                                                         |                                                                                | Presenze                                                                       | 7                                                                              |                                                                                | Reti                                                                           | -2                                                                             |                                                                                |

## Palmarès

### Club
- Supercoppa belga: 1

Anderlecht: 2017
- Campionato portoghese: 1

Benfica: 2018-2019
- Supercoppa di Portogallo: 1

Benfica: 2019

### Individuale
- Squadra della stagione della UEFA Europa League: 1

2023-2024
- Premi Lega Serie A: 1

Miglior portiere: 2024-2025